# Певчие ястребы
Пе́вчие я́стребы (лат. Melierax) — род хищных птиц из семейства ястребиных. Ранее включался в подсемейство ястребов, но сейчас выделен в подсемейство Melieraxinae. В состав рода включают три вида. Своё название певчие ястребы получили за мелодичную песню, которую самцы поют в брачный период. Кроме этого птицы могут кричать и как другие ястребы. Окраска всех видов серая с поперечными полосками на нижней стороне туловища. Певчие ястребы питаются мелкими позвоночными и насекомыми. Их можно встретить в саваннах и редколесьях Африки.

## Этимология и систематика
Научное название рода Melierax в переводе означает «певчий ястреб», что соответствует и русскому названию рода. Образовано от двух греческих слов: μελος (melos) — песня и ἱερακος (hierax) — ястреб. Такое название дано этим птицам за редкую среди хищных птиц способность издавать мелодичные крики.
Раньше род певчих ястребов входил в состав подсемейства ястребов (Accipitrinae), но теперь он находится в собственном подсемействе — Melieraxinae.

## Описание

### Внешний вид
Все представители рода — птицы среднего размера с длиной от 38 до 60 см, длиной крыла 30—36 см и массой от 490 до 1000 г. Клюв относительно небольшой, а лапы и хвост длинные. Окраска оперения молодых птиц коричневая, взрослых — серая. Нижняя сторона туловища поперечно исчерчена светлыми полосками, хвост снизу тоже исчерчен.

### Голос
Песня самца в период размножения состоит из серии мелодичных посвистов, по звучанию похожих на флейту. Во время опасности предупреждает резкими криками, такими же как и у других ястребов.

### Виды
В составе рода выделяют 3 вида:
- Melierax canorus (Thunberg, 1799) — Светлый певчий ястреб
- Melierax metabates Heuglin, 1861 — Тёмный певчий ястреб
- Melierax poliopterus Cabanis, 1868 — Серый певчий ястреб

Ранее в состав рода входил и певчий ястреб-габар (Micronisus gabar (Daudin, 1800)) [syn.  Melierax gabar (Daudin, 1800)].

## Размножение
Как и многие хищные птицы, певчие ястребы строят гнёзда на вершине деревьев. Обычно птицы выбирают невысокие деревья, такие как акация. Самка откладывает 1—3 яйца с бело-голубой скорлупой. Насиживает только самка. Птенцы вылупляются через 30—33 дня, а ещё через 35—38 дней они научатся летать.

## Питание
В рацион певчих ястребов входят мелкие млекопитающие (часто грызуны), ящерицы, змеи и крупные насекомые (представители саранчовых). Интересен их способ охоты: ловя добычу, птицы быстро бегают и прыгают наподобие американской бегающей кукушки.

## Распространение
Певчие ястребы обитают в Африке. Их можно встретить на открытых пространствах и в негустых лесах.